# Ces garçons qui venaient du Brésil
Pour plus de détails, voir Fiche technique et Distribution.
Ces garçons qui venaient du Brésil (The Boys from Brazil) est un film britannico-américain réalisé par Franklin J. Schaffner, sorti en 1978 d'après le roman d'Ira Levin.

## Résumé
Vienne, Autriche, à la veille des années 1980. Ezra Lieberman est un célèbre chasseur de nazis (inspiré par Simon Wiesenthal) qui vit avec sa sœur dans un vieil appartement. Il reçoit un jour l'appel d'un jeune juif, Barry Kohler, en provenance du Paraguay. Ce dernier a retrouvé la trace de nombreux officiers nazis et pense qu'un complot se prépare. Malgré les recommandations de Lieberman qui lui suggère vivement de quitter le pays pour sa propre sécurité, Kohler décide d'en savoir plus. Après avoir découvert la villa où se tiendra une réunion secrète, il soudoie un jeune domestique afin d'y placer un micro. Le stratagème fonctionne.
Le chef de cette conspiration n'est autre que Josef Mengele, ancien médecin du camp d'extermination d'Auschwitz, et connu pour les expériences pseudo-médicales qu'il effectua sur les prisonniers pendant la Seconde Guerre mondiale.
Mengele décrit à ses comparses le projet d'assassinat dans les deux ans de 94 fonctionnaires à travers le monde. Tous ont pour point commun d'être pères de famille, sexagénaires et d'avoir une épouse beaucoup plus jeune qu'eux. Ces assassinats doivent passer pour des accidents.
Pendant que le jeune Barry enregistre la conversation, le micro est découvert. Barry s'enfuit, rejoint son hôtel, téléphone à Lierberman et lui fait écouter la cassette juste avant d'être assassiné.
Le vieil Ezra Lieberman, d'abord dubitatif, va mener son enquête. Grâce aux nombreux articles de presse que lui transmet un ami reporter, il rend visite aux veuves dont le mari sexagénaire a subitement perdu la vie. Quel n'est pas son étonnement lorsqu'il rencontre, à des milliers de kilomètres d'intervalle, les fils de ces malheureux : ils se ressemblent trait pour trait ; de plus, ils ont tous été adoptés.
Alors que les meurtres se poursuivent, la curiosité et surtout la notoriété de Lieberman affolent les commanditaires. Ils stoppent le projet contre l'avis de Mengele. Le chasseur de nazis découvre néanmoins la vérité : ces jeunes garçons éparpillés en Amérique et en Europe sont les clones d'Adolf Hitler. Le but est d'établir, à terme, le IVe Reich.
Leur complot dévoilé, les officiers nazis brûlent la maison de Joseph Mengele, effacent les traces mais le ratent de justesse. Celui-ci a déjà pris l'avion pour le Canada afin de poursuivre son œuvre et éliminer l'encombrant chasseur juif. Après avoir tué un autre père de famille, il affronte Ezra Lieberman, qui est arrivé sur les entrefaites. Une longue lutte s'ensuit interrompue par les dobermans de la propriété. Bobby, le fils de la maison, entre à ce moment-là et ordonne aux chiens d'attaquer. Le jeune Bobby prend des photos de cette scène sanglante et semble, en les développant, apprécier ce spectacle. Déchiqueté, Mengele succombe et permet ainsi à Ezra Lieberman de subtiliser la liste des familles encore en danger pour finalement la détruire, pour empêcher l'organisation de Barry Kohler de retrouver et de tuer tous ces clones d'Hitler.

## Fiche technique
- Titre : Ces garçons qui venaient du Brésil
- Titre original : The Boys from Brazil
- Réalisation : Franklin J. Schaffner
- Scénario : Heywood Gould, d'après le roman éponyme d'Ira Levin
- Production : Stanley O'Toole (en), Martin Richards et Robert Fryer
- Budget : 12 millions de dollars (9,1 millions d'euros)
- Musique : Jerry Goldsmith
- Photographie : Henri Decaë
- Montage : Robert Swink
- Décors : Gil Parrondo
- Costumes : Anthony Mendleson
- Pays d'origine : Royaume-Uni, États-Unis
- Langue : anglais
- Distribution : Twentieth Century Fox (États-Unis)
- Format : Couleurs - 1,85:1 - Mono - 35 mm
- Genre : Thriller
- Durée : 123 minutes
- Dates de sortie : 5 octobre 1978 (États-Unis), 30 mai 1979 (France)
- Film interdit aux moins de 16 ans lors de sa sortie en France

## Distribution
- Gregory Peck (VF : Georges Aminel) : le docteur Josef Mengele
- Laurence Olivier (VF : Philippe Dumat) : Ezra Lieberman
- James Mason (VF : Claude Joseph) : Eduard Seibert
- Lilli Palmer (VF : Monique Mélinand) : Esther Lieberman
- Uta Hagen (VF : Paule Emanuele) : Frieda Maloney
- Steve Guttenberg (VF : Richard Darbois) : Barry Kohler
- Denholm Elliott (VF : Pierre Garin) : Sidney Beynon
- Rosemary Harris (VF : Nicole Favart) : Mme Doring
- Richard Marner (VF : Raymond Loyer) : Doring
- John Dehner (VF : Jean Berger) : Henry Wheelock
- John Rubinstein (VF : Georges Poujouly) : David Bennett
- Anne Meara : Mme Curry
- Jeremy Black (en) (VF : Vincent Ropion) : Jack Curry / Simon Harrington / Erich Doring / Bobby Wheelock
- Bruno Ganz (VF : Jean Roche) : le professeur Bruckner
- Walter Gotell (VF : André Valmy) : Mundt
- David Hurst (en) (VF : Yves Barsacq) : Strasser
- Wolfgang Preiss (VF : Jacques Thébault) : Lars Lofquist
- Joachim Hansen (VF : Jean-Claude Michel) : Fassler
- Monica Gearson (VF : Lita Recio) : Gertrud Mundt
- Linda Hayden (VF : Sylviane Margollé) : Nancy
- Michael Gough (VF : Raymond Loyer) : M. Harrington
- Prunella Scales : Mme Harrington
- Sky du Mont  (VF : Jean-Pierre Leroux) : Friedrich Hessen
- Georg Marischka : Gunther
- Wolf Kahler : Schwimmer
- Günter Meisner (VF : Gabriel Cattand) : Farnbach
- Carl Duering : Trausteiner

## Autour du film
- Le tournage s'est déroulé en Angleterre, Autriche, États-Unis et Portugal.
- Un remake était annoncé pour 2009.
- La chanson We're Home Again a été composée par Jerry Goldsmith et interprétée par Elaine Paige.
- Le véritable Josef Mengele, qui vivait toujours à São Paulo, au Brésil, est décédé quelques mois après la sortie du film.
- Interprétant ici un célèbre chasseur de nazis, Laurence Olivier fut, en 1976, un terrifiant criminel de guerre nazi traqué par Dustin Hoffman dans Marathon Man.
- James Mason, qui joue un ancien officier nazi chargé de superviser le plan du docteur Mengele, avait déjà interprété celui de l'officier allemand Erwin Rommel dans Le Renard du désert (1951) et Les Rats du désert (1953).

## Distinctions
- Prix du meilleur acteur pour Laurence Olivier, par la National Board of Review en 1978.
- Nomination à l'Oscar du meilleur acteur pour Laurence Olivier, meilleure musique et meilleur montage, en 1979.
- Nomination au Saturn Award du meilleur film de science-fiction, meilleur réalisateur, meilleur scénario, meilleure musique, meilleur acteur pour Laurence Olivier et meilleur second rôle féminin pour Uta Hagen, par l'Académie des films de science-fiction, fantastique et horreur en 1979.
- Nomination au Golden Globe du meilleur acteur pour Gregory Peck en 1979.

## Édition vidéo
Le film sort en France en DVD et Blu-ray le 29 octobre 2019, édité par Elephant Films.